# 互恵性 (進化)
互恵性（ごけいせい、英: Reciprocity (evolution)）とは進化生物学において、将来の相互作用の可能性によって協力的または利他的な行動の進化が促進される仕組みを指す。その系として、報復への欲求が集団に害を及ぼし、そのため自然淘汰によって排除される可能性がある。

## 主な種類
3種類の互恵性が広く研究されている:
- 直接的互恵性
- 間接的互恵性
- ネットワーク互恵性

## 直接的互恵性
直接的互恵性はロバート・トリヴァースによって、協力の進化のメカニズムとして提案された。進化ゲームにおいて同じ2人のプレイヤーが繰り返し出会い、それぞれが「協力」か「裏切り」を選択できる場合、一方が協力している時に他方が裏切ることが短期的には有利であっても、相互協力の戦略が優位になる可能性がある。直接的互恵性が協力の進化をもたらすのは、同じ2個体が再び出会う確率wが、利他的行為のコスト・便益比を上回る場合のみである: 
w > c / b

## 間接的互恵性
「間接的互恵性の標準的な枠組みでは、集団のメンバー間でランダムに二者間の出会いが生じ、同じ2個体が再び出会う必要はない。一方が提供者、他方が受領者となる。提供者は協力するかどうかを決定できる。この相互作用は集団の一部によって観察され、他者に伝えられる可能性がある。評判により間接的互恵性による協力の進化が可能となる。自然選択説は、受領者の評判に基づいて援助を決定する戦略を優遇する。研究によると、より援助的な人はより援助を受けやすいことが示されている」。多くの状況で協力が優遇され、時折の裏切りを許すことさえ個人にとって有益となるが、協力的な社会は常に不安定である。なぜなら、裏切りに傾いた突然変異体がいかなる均衡も崩しうるためである。
間接的互恵性の計算は複雑だが、ここでもシンプルな法則が導き出されている。間接的互恵性が協力を促進できるのは、誰かの評判を知る確率qが、利他的行為のコスト・便益比を上回る場合のみである:
q > c / b
この説明における重要な問題の1つは、個体が評判を曖昧にする能力を進化させ、評判が知られる確率qを低下させる可能性があることである。
間接的互恵性の個々の行為は「上流」または「下流」に分類される:
- 上流互恵性は、利他的行為を受けた者が後に第三者に対して利他的行為を行うように動機づけられる場合に生じる。つまり、AがBを助け、それによってBがCを助けるよう動機づけられる。
- 下流互恵性は、利他的行為を行った者が後に利他的行為を受ける可能性が高くなる場合に生じる。つまり、AがBを助けることで、後にCがAを助ける可能性が高くなる。

## ネットワーク互恵性
実際の集団は完全に混ざり合っているわけではなく、空間構造や社会的ネットワークを持ち、それによって一部の個体は他より頻繁に相互作用する。この効果を捉える1つのアプローチが進化グラフ理論である。ここでは個体がグラフの頂点を占める。辺は誰が誰と相互作用するかを決定する。協力者が各隣人にコストcを支払って便益bを与え、裏切者はコストを支払わず隣人に便益も与えない場合、ネットワーク互恵性は協力を優遇しうる。便益・コスト比は個人あたりの平均人数kを上回る必要がある:
b / c > k   　(ただし、以下を参照)
最近の研究によると、便益・コスト比は最近接隣人の平均次数⟨knn⟩を上回る必要がある:
b / c > ⟨knn⟩

## 社会動態における互恵性
「一般化された互恵性」として知られる倫理的概念は、即座の見返りを期待せずに他者に親切を示すべきだとする。この種の互恵性は人道的行為の本質的価値を強調し、取引的期待を超えたものである。社会動態の分野において、一般化された互恵性は人々に与えることと団結の文化を持つよう促す。人々がこの種の互恵性に従事する時、見返りを考えずに与え、コミュニティの一般的福祉を気にかけていることを示す。見返りを期待せずに個人が与え、共有し、援助する社会的つながりを表している。
この利他的な関与は親密な輪を超えて広がり、全員の幸福を向上させる連鎖反応を生み出す。したがって、一般化された互恵性は、強く結束したコミュニティを築く上での利他的貢献の永続的価値の証である。この考えを採用することは、与えることの永遠の価値と、双方に利益がもたらされる自然な流れへの信頼に対する献身を意味する。